# كاساما (إيباراكي)
كاساما (باليابانية: 笠間市 كاساما-شي) هي مدينة تقع في محافظة إيباراكي، اليابان. تأسست المدينة في 1 أغسطس عام 1958.

## جغرافيا
كاساما تقع في محافظة إيباراكي وهي محاطة بالجبال من كل الجهات.

## أعلام
- مايومي كاواساكي

## وصلات خارجية
- موقع بلدية كاساما